# 安娜堡地區交通總署
安娜堡地區交通管理局 (英語：Ann Arbor Area Transportation Authority，AAATA) 自稱為“The Ride”，是服務於密歇根州安娜堡和伊普西蘭蒂地區的公共交通系統。